# Journal of Radioanalytical and Nuclear Chemistry
Das Journal of Radioanalytical and Nuclear Chemistry, abgekürzt J. Radioanal. Nucl. Chem.,  ist eine wissenschaftliche Fachzeitschrift, die vom Springer-Verlag veröffentlicht wird. Die erste Ausgabe erschien im Jahr 1968. Derzeit erscheint die Zeitschrift mit zwölf Ausgaben im Jahr. Es werden Artikel veröffentlicht, die sich mit der Kernchemie beschäftigen.
Der Impact Factor lag im Jahr 2014 bei 1,034. Nach der Statistik des ISI Web of Knowledge wird das Journal mit diesem Impact Factor in der Kategorie anorganische Chemie an 31. Stelle von 44 Zeitschriften, in der Kategorie analytische Chemie an 57. Stelle von 74 Zeitschriften und in der Kategorie Kernwissenschaft und -technologie an 15. Stelle von 34 Zeitschriften geführt.